# Alchemilla sabauda
Alchemilla sabauda é uma espécie de rosácea do gênero Alchemilla, pertencente à família Rosaceae.